# Administrativní styl
Administrativní styl je styl informativní a věcné komunikace. Někdy se též označuje jako jednací či úřední. Je zaměřen především na fakta a na jejich sdělení. Autor ustupuje do pozadí a osobní vztah k adresátovi bývá zastřen. Požadavky na projev v administrativním stylu jsou především výstižnost, snadnost a rychlost vypracování a jednotnost. Forma je převážně písemná.
- Znaky: stručnost, heslovitost, přesnost, stereotyp → fráze, klišé.
- Funkce: odborně sdělná, řídicí (direktivní), správní.
- Jazyk je zcela neutrální (až neosobní), bez citového zabarvení, spisovný, pravdivý, čitelný, často se používají zkratky či zkratková slova.

## Slohové útvary
- oznamovací – oznámení, výkaz, objednávka, hlášení, zpráva
- dokumentární – zápis, protokol, smlouva, usnesení, potvrzení
- heslové – dotazník, vysvědčení, formuláře, poštovní průvodka, poukázka, dodací list
- styk jednotlivce a organizace – životopis, žádost, úřední korespondence, posudek